# 囊论
囊論（藏語：ནང་བློན，威利转写：nang blon），又音譯曩論、內論，或意译为內相，是西藏歷史上吐蕃帝國官職中的一个系统，为主管内政的官员，有大、中、小之别，每个职位各一人。

## 分工
《新唐书·吐蕃传上》记载吐蕃“又有内大相曰曩论掣逋，亦曰论莽热，副相曰曩论觅零逋，小相曰曩论充，各一人；又有整事大相曰喻寒波掣逋，副整事曰喻寒觅零逋，小整事曰喻寒波充；皆任国事。” 
| 分工   | 藏語 | 其他译称                 | 说明                             |
| ------ | ---- | ------------------------ | -------------------------------- |
| 大囊論 |      | 曩论掣逋、论莽热、内大相 |                                  |
| 中囊論 |      | 曩论觅零逋、内副相       | 也被略称为“零逋”，大囊論的副手。 |
| 小囊論 |      | 曩论充、内小相           | 大囊論的副手                     |

## 职责
根據《弟吳佛教源流》記載，囊論是侍奉贊普的近臣，其職責是「像賢婦一樣決策內事」，負責贊普的起居、飲食、保衛及王廷的內部事務。

## 人物
歷史上的恩蘭·達扎路恭（馬重英）、論莽熱擔任過大囊論的職務。唐蕃會盟碑中亦出現「囊論琛尚頰熱窟寧贊」（ནང་བློན་མཆེམས་ཞང་རྒྱལ་བཞེར་ཁོད་ནེ་བརྩན）的記載。

## 深入阅读
- 才让. . 甘肃人民出版社. 2010: 70. ISBN 9787226035115.